# Lena Lotzen
Lena Lotzen (* 11. September 1993 in Würzburg) ist eine ehemalige deutsche Fußballspielerin. Sie stand zuletzt beim 1. FC Köln unter Vertrag, für den sie jedoch nicht mehr zum Einsatz kam.

## Karriere

### Vereine
Lotzen begann als Fünfjährige bei der TG Höchberg (gemeinsam mit Jungen) mit dem Fußballspielen, wechselte anschließend zur JFG Kreis Würzburg Süd-West (männliche Jugend) und wurde zur Saison 2010/11 vom FC Bayern München verpflichtet. Am 15. August 2010 (1. Spieltag) debütierte sie beim 2:0-Sieg im Auswärtsspiel gegen den Herforder SV; ihr erstes Bundesligator erzielte sie am 28. November 2010 (15. Spieltag) bei der 1:2-Niederlage im Auswärtsspiel gegen den FCR 2001 Duisburg mit dem Anschlusstreffer in der 86. Minute. Mit dem FC Bayern München gewann sie am 21. Mai 2011 – im Rahmen des WM-Überbrückungsturniers – den Bundesligacup. Am 12. Mai 2012 gewann sie mit dem FC Bayern den DFB-Pokal in Köln mit 2:0 gegen den favorisierten 1. FFC Frankfurt. Am 14. August 2014 zog sich Lotzen im Training einen Kreuzbandriss zu und fiel 8 Monate aus. Ihr Comeback gab sie am 29. März 2015, als sie beim 2:1-Sieg gegen die SC Sand in der 57. Minute eingewechselt wurde. 2015 gewann sie mit den Münchnerinnen die Deutsche Meisterschaft.
Am 25. Mai 2018 gab Lotzen ihren Wechsel zum Ligakonkurrenten SC Freiburg zur Saison 2018/19 bekannt.
Am 25. März 2020 wurde Lotzen vom 1. FC Köln ab der Saison 2020/21 verpflichtet und mit einem bis zum 30. Juni 2022 gültigen Vertrag ausgestattet. Noch vor dem Wechsel zog sie sich, im Spiel gegen den 1. FC Köln, den dritten Kreuzbandriss ihrer Karriere zu. Von diesem erholte sie sich nicht vollständig, so dass sie im März 2021 ihr Karriereende bekannt gab, ohne ein Spiel für den 1. FC Köln bestritten zu haben.

### Nationalmannschaft
Lotzen spielte zuvor in den bayerischen Auswahlmannschaften, bevor sie am 16. April 2008 in der U15-Nationalmannschaft in Bisham Abbey beim 4:1-Sieg über die Auswahl Englands debütierte. Den Einstand für die U16-Nationalmannschaft am 23. April 2009 in Castelfranco di Sotto beim 4:1-Sieg über die Auswahl Schottlands krönte sie mit ihren ersten drei Länderspieltoren. Mit der U16-Nationalmannschaft nahm sie vom 29. Juni bis 4. Juli 2009 am Turnier um den Nordic Cup in Schweden teil und gelangte nach Siegen über die Auswahl der Niederlande, gegen die sie zwei Tore zum 3:0-Erfolg beisteuerte, Island (6:0) und Norwegen (2:1) ins Endspiel, das mit 1:2 gegen die Auswahl des Gastgebers verloren ging.
Nach zuvor erfolgreicher erster (0:0 gegen Island, 10:0 gegen Israel und 1:0 gegen Frankreich) und zweiter (1:0 gegen Österreich, 4:0 gegen Norwegen und 3:0 gegen Finnland) Qualifikationsrunde, nahm Lotzen mit der U17-Nationalmannschaft vom 22. bis 26. Juni 2010 in Nyon in der Schweiz teil, und errang mit ihr nach dem mit 0:1 verlorenen Halbfinale gegen Irland das Spiel um Platz 3 mit 3:0 über die niederländische Auswahlmannschaft.
Lotzen nahm ferner vom 5. bis 25. September 2010 an der U17-Weltmeisterschaft in Trinidad und Tobago teil und erreichte mit der Mannschaft als Gruppensieger das Viertelfinale, das mit 0:1 gegen die Auswahl Nordkoreas verloren ging. Lotzen bestritt alle Gruppenspiele, in denen sie vier Tore erzielte; beim 9:0-Sieg im ersten Gruppenspiel gegen Mexiko traf sie doppelt.
Ihr Debüt in der U19-Nationalmannschaft gab Lotzen am 23. Februar 2011 in Nettetal beim 2:0 über die Auswahl der Niederlande. Ihr erstes Länderspieltor erzielte sie am 30. Mai 2011 in Cervia beim 3:1-Sieg über die Auswahl Norwegens im ersten Gruppenspiel der U19-Europameisterschaft zum zwischenzeitlichen 2:1 in der Nachspielzeit der ersten Halbzeit. Mit zwei Toren im Turnierfinale (8:1 gegen Norwegen) und fünf insgesamt trug sie zum Gewinn der Europameisterschaft bei.
Am 25. Oktober 2011 stand Lotzen beim 4:0-Erfolg gegen die Auswahl Belgiens erstmals für die U20-Nationalmannschaft auf dem Platz und erzielte mit dem Treffer zum zwischenzeitlichen 1:0 ihr erstes Tor in dieser Altersklasse. 2012 stand sie in allen Spielen der U20-Weltmeisterschaft in Japan im Startaufgebot. Das Finale gegen die Auswahl der Vereinigten Staaten verlor die Mannschaft mit 0:1, nachdem sie in der Gruppenphase mit 3:0 triumphierte. Bei dem Erfolg in der Gruppenphase erzielte Lotzen zwei Tore. Im Viertelfinale gegen Norwegen traf sie ebenfalls doppelt. Mit sechs Turniertoren war sie die dritterfolgreichste Torschützin; als Anerkennung wurde ihr der „Bronzene Schuh“ zuteil.

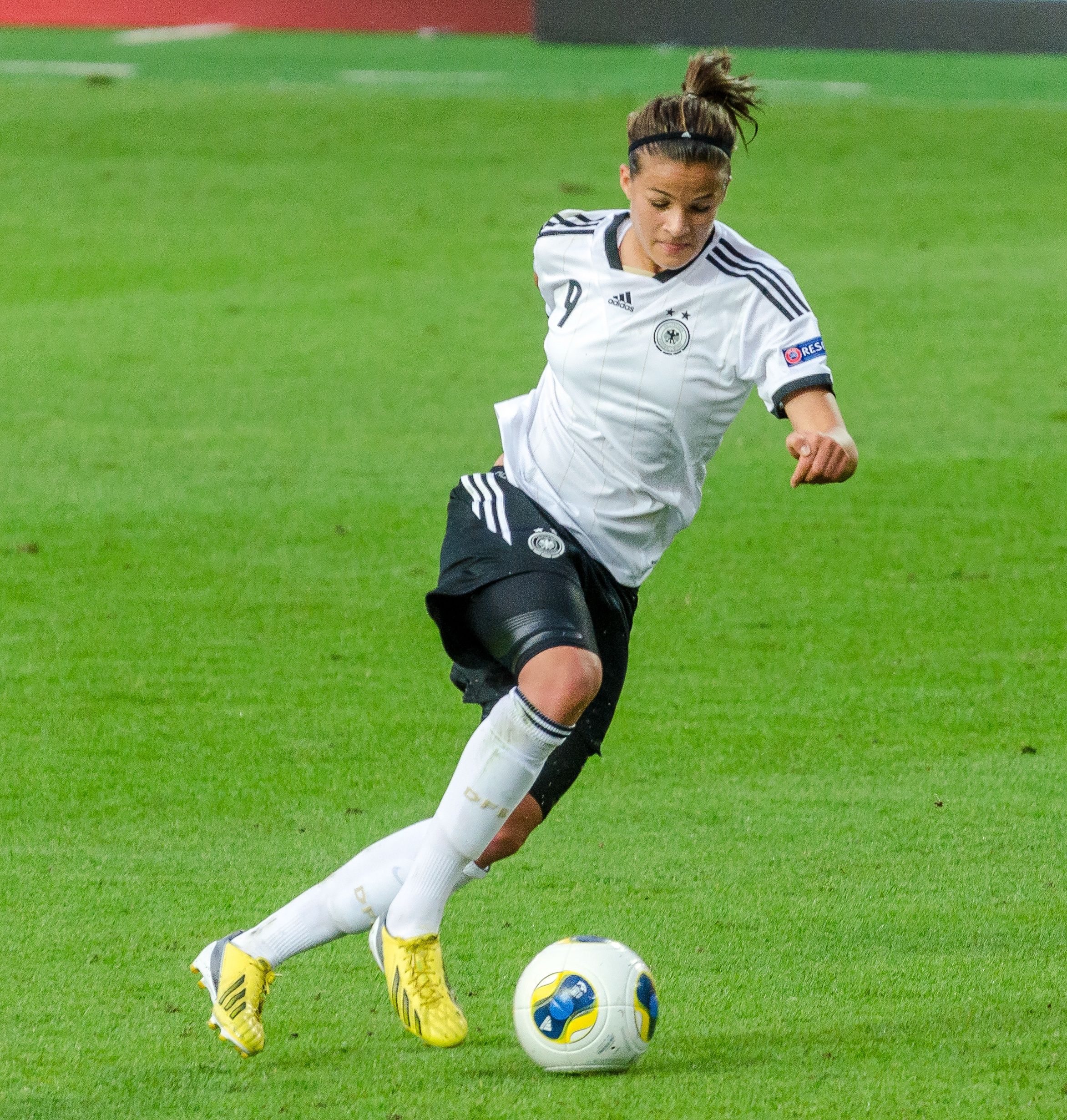
Lotzen in einer Spielszene gegen die Niederlande bei der EM 2013.

Durch den verletzungsbedingten Ausfall von Martina Müller wurde Lotzen am 25. Februar 2012 erstmals für die A-Nationalmannschaft nominiert, die vom 29. Februar bis 7. März 2012 um den Algarve-Cup spielte. Im ersten Turnierspiel gegen die Auswahl Islands gab sie ihr Debüt, als sie in der 79. Minute für Alexandra Popp eingewechselt wurde. Das Turnier gewann sie mit der Mannschaft mit 4:3 im Finale gegen den amtierenden Weltmeister Japan.
Bei der vom 10. bis 28. Juli 2013 ausgetragenen Europameisterschaft in Schweden bestritt Lotzen alle Turnierspiele. Ihr erstes Länderspieltor erzielte sie am 14. Juli im zweiten Gruppenspiel beim 3:0-Sieg gegen die Auswahl Islands mit dem Treffer zum zwischenzeitlichen 1:0 in der 24. Minute. Ihr erstes A-Länderspiel über 90 Minuten bestritt sie am 21. Juli beim 1:0-Sieg im Viertelfinale gegen die Auswahl Italiens. Im mit 1:0 gegen die Auswahl Norwegens gewonnenen Finale wurde sie in der 46. Minute für Anja Mittag, die drei Minuten später das Siegtor erzielte, ausgewechselt.
Im Mai 2015 wurde Lotzen von Bundestrainerin Silvia Neid in den endgültigen Kader für die Weltmeisterschaft 2015 in Kanada berufen.

## Erfolge

### Nationalmannschaft
- U-15-Länderpokal-Sieger 2008[10]
- Nordic Cup-Finalist 2009
- Dritter U-17-Europameisterschaft 2010
- U-19-Europameister 2011
- Finalist U-20-Weltmeisterschaft 2012
- Algarve-Cup-Sieger 2012
- Europameister 2013

### Vereine
- Bundesliga-Cup-Sieger 2011 (mit dem FC Bayern München)
- DFB-Pokal-Sieger 2012 (mit dem FC Bayern München)
- Deutscher Meister 2015, 2016 (mit dem FC Bayern München)
- DFB-Pokal-Finalist 2018 (mit dem FC Bayern München), -Finalist 2019 (mit dem SC Freiburg)

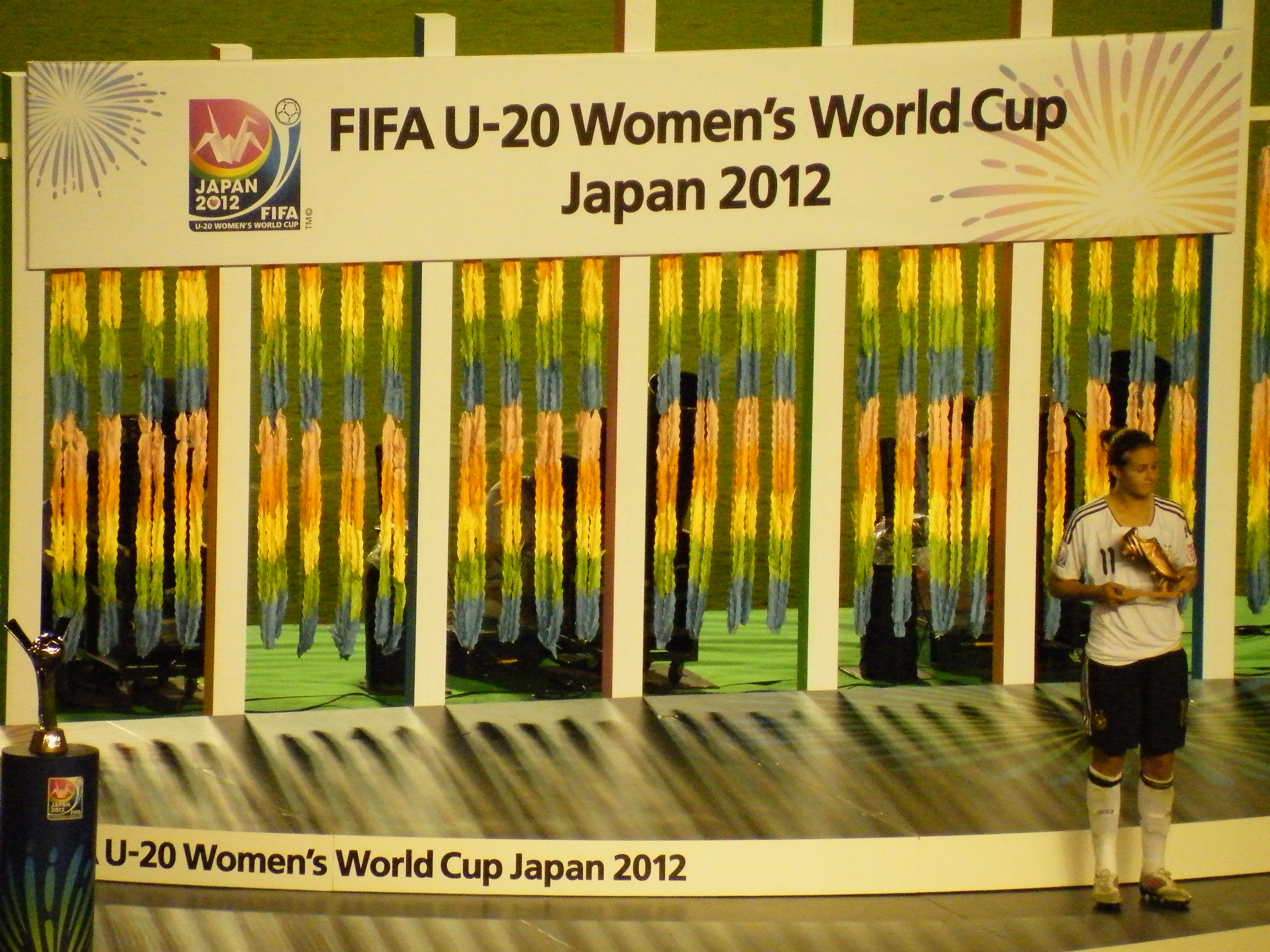
Lotzen mit dem Bronzenen Schuh
der U20-WM 2012

## Auszeichnungen
- Preisträgerin der Fritz-Walter-Medaille 2012 in Gold (Beste Nachwuchsspielerin)
- Bronzener Schuh (Drittbeste Torschützin der U20-WM 2012)

## Sonstiges
Lotzen ist die Tochter des Sportfotografen und ehemaligen Fußballspielers des Würzburger FV Matthias Lotzen.
Lotzen studierte den Master-Studiengang „Sportbusiness Management“ an der IST-Hochschule für Management und untersuchte im Zuge ihrer Masterarbeit duale Karriereverläufe von Fußballerinnen der 1. und 2. Bundesliga.